# Ellrich
Ellrich è una città di 5 391 abitanti della Turingia, in Germania.
Appartiene al circondario (Landkreis) di Nordhausen (targa NDH).

## Geografia fisica
Il territorio comunale di Ellrich è bagnato dal fiume Zorge, che nella frazione di Woffleben accoglie le acque della Wieda.